# Падеј
Падеј (мађ. Padé) је насеље у општини Чока, у Севернобанатском округу, у Србији. Према попису из 2022. било је 1716 становника.

## Прошлост
Аустријски царски ревизор Ерлер је 1774. године констатовао да место "Паде" припада Тамишком округу, Чанадског дистрикта. Становништво је било српско. Пописани су 1797. године два православна свештеника Поповића. Парох стари поп Василије (рукоп. 1746) имао је помоћника капелана, младог попу Лазара (1795).
Током 19. века у Падеју је имао посед спахија ("земљедржац") Георгије "от Диван". Племић Георг је био добротвор велике српске гимназије у Новом Саду. Финансирао је Господар Георгије 1837. године књижицу (хвалоспев цару аустријском) санадског пароха Тимотеја Илића.
И данас у Падеју постоји његова кућа, у којој сад смештена месна канцеларија.
Овде се налази летњиковац Шулхо Вебера.

## Демографија
У насељу Падеј живи 2304 пунолетна становника, а просечна старост становништва износи 41,9 година (40,0 код мушкараца и 43,7 код жена). У насељу има 1128 домаћинстава, а просечан број чланова по домаћинству је 2,55.
Ово насеље је углавном насељено Мађарима (према попису из 2002. године), а у последња три пописа, примећен је пад у броју становника.
|  |

| Демографија | Демографија | Демографија |
| Година      | Становника  | Становника  |
| ----------- | ----------- | ----------- |
| 1948.       | 4.494       |             |
| 1953.       | 4.610       |             |
| 1961.       | 4.545       |             |
| 1971.       | 3.993       |             |
| 1981.       | 3.465       |             |
| 1991.       | 3.190       | 3.158       |
| 2002.       | 2.882       | 2.910       |
| 2011.       | 2.376       |             |

| Етнички састав према попису из 2002.‍ | Етнички састав према попису из 2002.‍ | Етнички састав према попису из 2002.‍ | Етнички састав према попису из 2002.‍ | Етнички састав према попису из 2002.‍ |
| ------------------------------------ | ------------------------------------ | ------------------------------------ | ------------------------------------ | ------------------------------------ |
|                                      |                                      |                                      |                                      |                                      |
| Мађари                               | Мађари                               |                                      | 1.920                                | 66,62%                               |
| Срби                                 | Срби                                 |                                      | 712                                  | 24,70%                               |
| Роми                                 | Роми                                 |                                      | 119                                  | 4,12%                                |
| Југословени                          | Југословени                          |                                      | 48                                   | 1,66%                                |
| Хрвати                               | Хрвати                               |                                      | 4                                    | 0,13%                                |
| Македонци                            | Македонци                            |                                      | 4                                    | 0,13%                                |
| Бошњаци                              | Бошњаци                              |                                      | 3                                    | 0,10%                                |
| Црногорци                            | Црногорци                            |                                      | 2                                    | 0,06%                                |
| Словенци                             | Словенци                             |                                      | 1                                    | 0,03%                                |
| Русини                               | Русини                               |                                      | 1                                    | 0,03%                                |
| Муслимани                            | Муслимани                            |                                      | 1                                    | 0,03%                                |
| непознато                            | непознато                            |                                      | 4                                    | 0,13%                                |

| Година пописа     | 1948. | 1953. | 1961. | 1971. | 1981. | 1991. | 2002. |
| ----------------- | ----- | ----- | ----- | ----- | ----- | ----- | ----- |
| Број домаћинстава | 1.190 | 1.310 | 1.384 | 1.316 | 1.300 | 1.224 | 1.128 |

| Број чланова      | 1   | 2   | 3   | 4   | 5  | 6  | 7 | 8 | 9 | 10 и више | Просек |
| ----------------- | --- | --- | --- | --- | -- | -- | - | - | - | --------- | ------ |
| Број домаћинстава | 278 | 362 | 204 | 206 | 51 | 15 | 8 | 0 | 0 | 4         | 2,55   |

| Пол    | Укупно | Неожењен/Неудата | Ожењен/Удата | Удовац/Удовица | Разведен/Разведена | Непознато |
| ------ | ------ | ---------------- | ------------ | -------------- | ------------------ | --------- |
| Мушки  | 1.167  | 319              | 738          | 59             | 49                 | 2         |
| Женски | 1.236  | 173              | 745          | 267            | 49                 | 2         |
| УКУПНО | 2.403  | 492              | 1.483        | 326            | 98                 | 4         |

| Пол    | Укупно                    | Пољопривреда, лов и шумарство | Рибарство                            | Вађење руде и камена | Прерађивачка индустрија       |
| ------ | ------------------------- | ----------------------------- | ------------------------------------ | -------------------- | ----------------------------- |
| Мушки  | 644                       | 299                           | 3                                    | 0                    | 125                           |
| Женски | 345                       | 179                           | 0                                    | 0                    | 77                            |
| УКУПНО | 989                       | 478                           | 3                                    | 0                    | 202                           |
| Пол    | Производња и снабдевање   | Грађевинарство                | Трговина                             | Хотели и ресторани   | Саобраћај, складиштење и везе |
| Мушки  | 6                         | 60                            | 44                                   | 7                    | 42                            |
| Женски | 1                         | 0                             | 27                                   | 4                    | 2                             |
| УКУПНО | 7                         | 60                            | 71                                   | 11                   | 44                            |
| Пол    | Финансијско посредовање   | Некретнине                    | Државна управа и одбрана             | Образовање           | Здравствени и социјални рад   |
| Мушки  | 1                         | 3                             | 14                                   | 6                    | 13                            |
| Женски | 2                         | 1                             | 8                                    | 21                   | 20                            |
| УКУПНО | 3                         | 4                             | 22                                   | 27                   | 33                            |
| Пол    | Остале услужне активности | Приватна домаћинства          | Екстериторијалне организације и тела | Непознато            | Непознато                     |
| Мушки  | 8                         | 3                             | 0                                    | 10                   | 10                            |
| Женски | 1                         | 0                             | 0                                    | 2                    | 2                             |
| УКУПНО | 9                         | 3                             | 0                                    | 12                   | 12                            |